# STS-51-G
إس تي إس-51-جي (بالإنجليزية: STS-51-G)، هي فريق عمل لمهمة ديسكفري الثامنة عشرة لـوكالة الفضاء الأمريكية، إنطلقت بتاريخ 17 يونيو 1985، وكان على متنها أول رائد فضاء عربي ومسلم وهو صاحب السمو الملكي الأمير سلطان بن سلمان بن عبد العزيز آل سعود.
وكما تلقى الأمير سلطان بن سلمان آل سعود اتصال هاتفي من الملك فهد بن عبد العزيز آل سعود ، عندما كان الأمير سلطان في الفضاء الخارجي وطمأنه ، واطلاق القمر الصناعي الخاص للعرب سات.

## الطاقم
| المنصب           | رائد الفضاء                                                                                |
| ---------------- | ------------------------------------------------------------------------------------------ |
| قائد             | دانيال براندنستاين · رحلة الفضاء الثانية                                                   |
| طيار             | جون أوليفر كريتون · رحلة الفضاء الأولى                                                     |
| أخصائي البعثة 1  | جون إم فابيان · رحلة الفضاء الثانية                                                        |
| أخصائي البعثة 2  | ستيفن آرشامبو ناجل · رحلة الفضاء الأولى                                                    |
| أخصائي البعثة 3  | شانون سيد · رحلة الفضاء الأولى                                                             |
| أخصائي الحمولة 1 | باتريك بودري، المركز الوطني الفرنسي للدراسات الفضائية · رحلة الفضاء الوحيدة                |
| أخصائي الحمولة 2 | سلطان بن سلمان بن عبد العزيز آل سعود، القوات الجوية الملكية السعودية · رحلة الفضاء الوحيدة |

## معرض صور

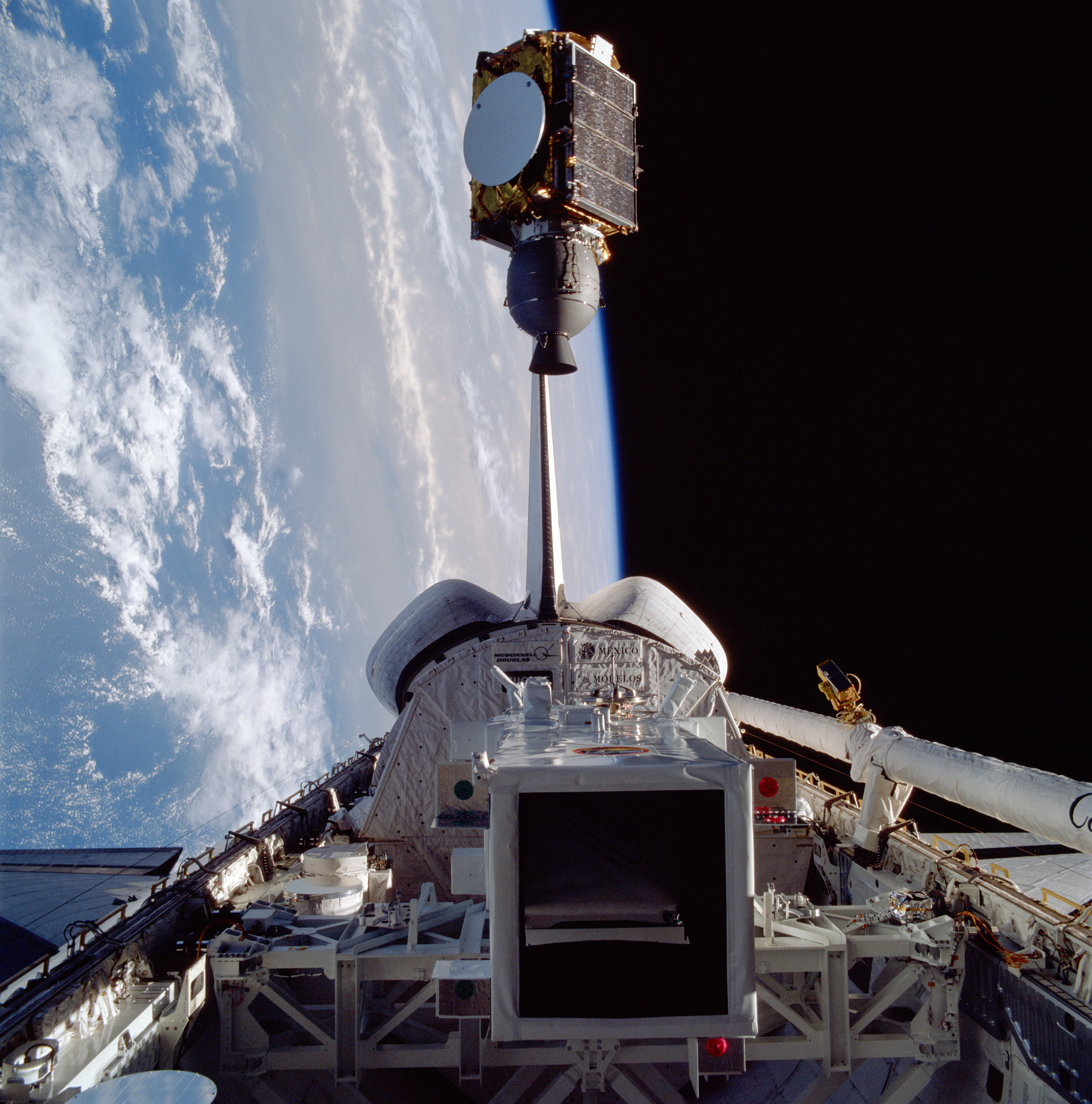
معرض الصور
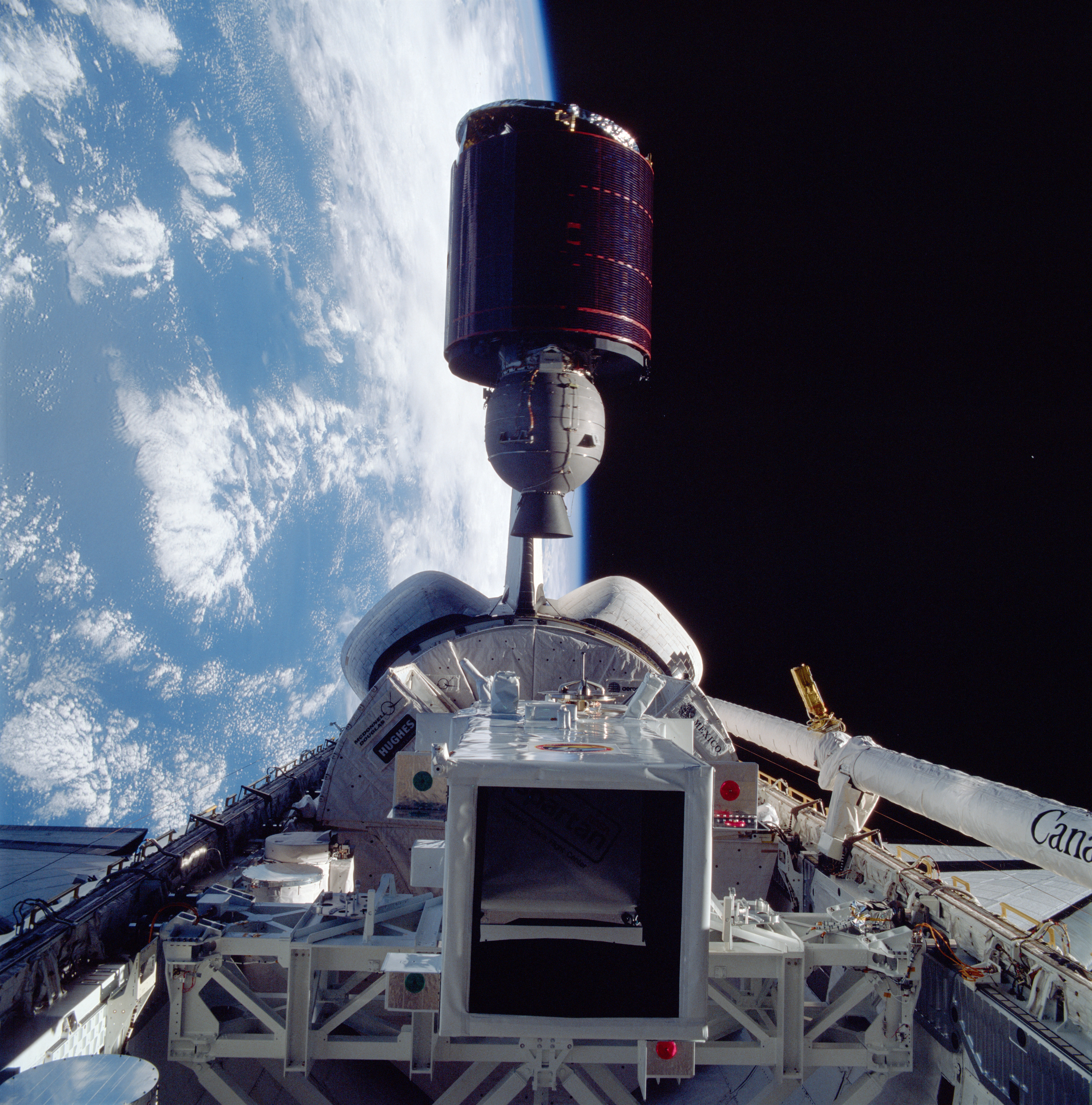
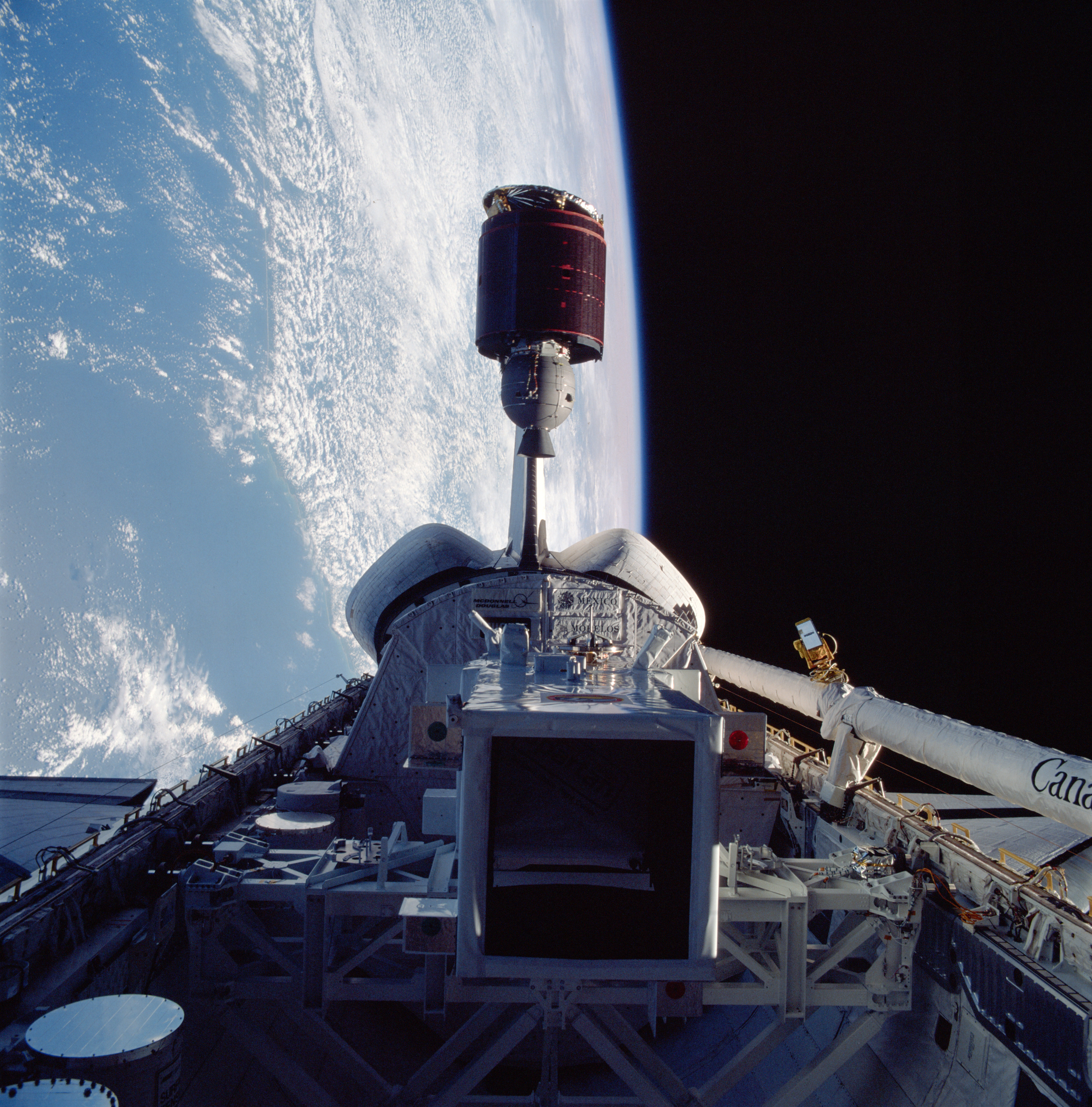
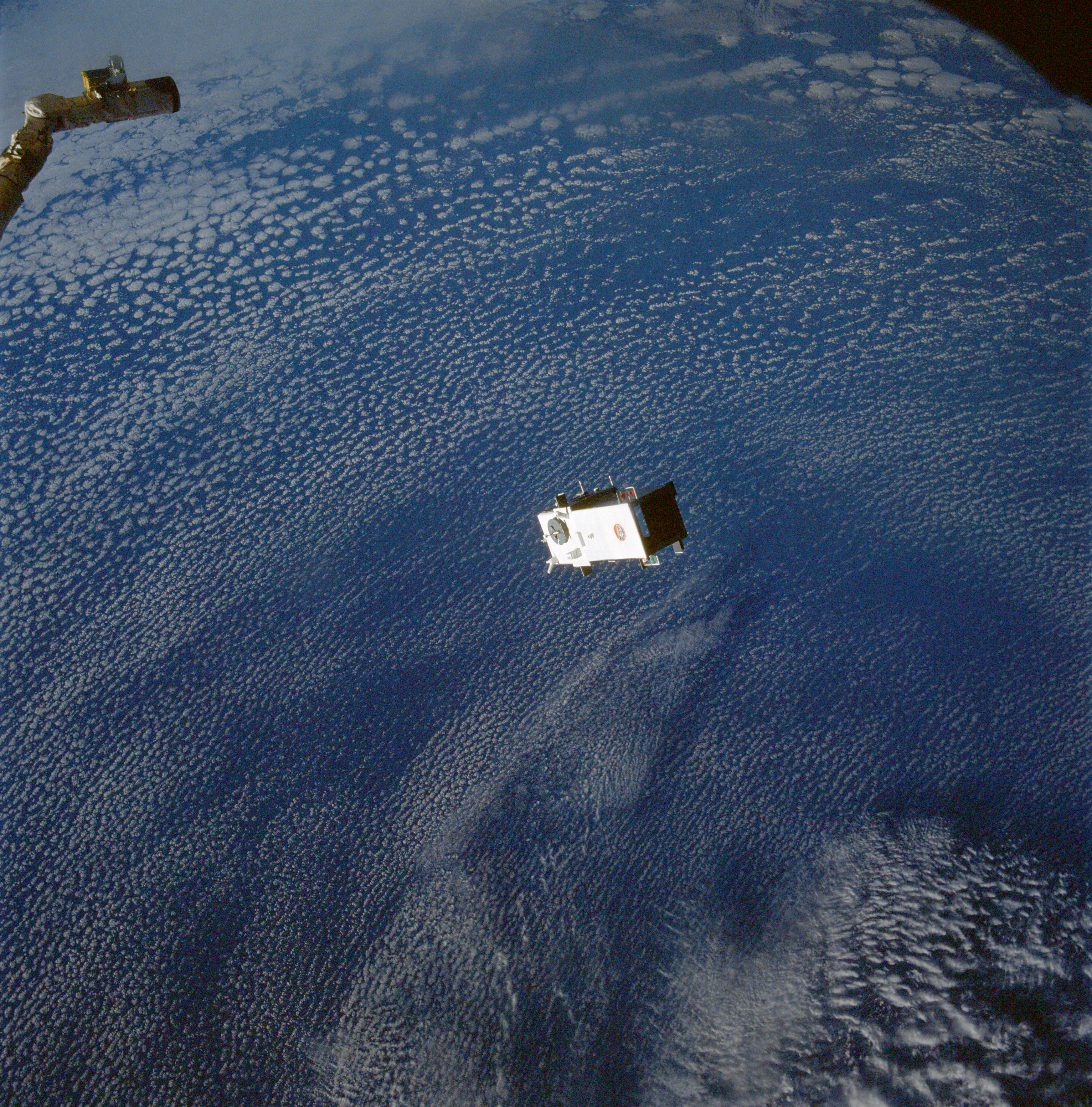

## وصلات خارجية
- NASA mission summary
- STS-51G Video Highlights